# Bentley Mark V
 La Mark V è una autovettura costruita dalla Bentley dal 1939 al 1941. È stata il secondo modello prodotto dall'acquisizione della Bentley da parte della Rolls-Royce. Esso aveva molto in comune con i modelli di quest'ultima, incluso il nuovo motore in linea a sei cilindri. Il propulsore aveva una cilindrata di 4257 cm³, con 88,9 mm di alesaggio e 114,3 mm di corsa.
È stato in progetto anche un modello denominato Corniche, alleggerito e con carrozzeria aerodinamica, ma a seguito dello scoppio della seconda guerra mondiale la produzione fu sospesa con solo un singolo esemplare prodotto. Quest'ultimo fu elaborato da Georges Paulin e carrozzato  dalla Pourtout di Parigi. È stato restaurato ed attualmente fa parte del Rolls-Royce Heritage Trust di Derby.

## Produzione
- Mark V: 11 (più 4 non completati)
- Corniche: 1 (più 3 non completati)